# Ентърпрайз (CVN-65)
Вижте пояснителната страница за други значения на Ентърпрайз.
USS „Ентърпрайз“ (USS Enterprise, означение CVN-65) е самолетоносач на Военноморските сили на САЩ.
Първият самолетоносач, задвижван от ядрен реактор (8 броя), които дават на кораба почти неограничен ресурс от време за плаване и най-вече постоянна скорост, близо до максималната (33,6 възла или 62 км/ч), което от своя страна е отлична бойно-тактическа тактика.
Поръчан е от ВМС на САЩ на 15 ноември 1957 година, на корабостроителната компания „Newport News Shipbuilding Co.“ Готов е и е спуснат на вода на 24 септември 1960 година. Приет е на въоръжение на 25 ноември 1961 година.
През 2013 – 2015 година „Ентърпрайз“ ще бъде изведен от строя и ще бъде заменен от следващото поколение CVN-78.

## Инциденти
На 14 януари 1969 година, в резултат на падане на лошо закрепена 500 кг. авиационна бомба, става взрив, който убива 23 и ранява 343 матроси и техници. Унищожени са 15 самолета и друго оборудване.

## Българското посещение
През май 2007 година, бившият министър на отбраната на България – Веселин Близнаков, началникът на Генералния Щаб на Българската армия генерал Никола Колев, множество общественици и журналисти гостуват на самолетоносача „Ентърпрайз“. Поканата е отправена от адмирал Хари Улрих – командващ на Обединените сили на НАТО, и на ВМС на САЩ в Европа.

## Прозвища
Enterprise има няколко прякора:
- „Подвижният Чернобил“ (Mobile Chernobyl)
- „Голямото Е“ (Big E)
- „Четвъртмилния остров“ (Quarter Mile Island, игра на думи с размера на самолетоносача и инцидента в АЕЦ „Три Майл Айлънд“)

## „Ентърпрайз“ в киното
Самолетоносача е бил сцена на няколко филма:
- Сцени от филма от 1968 година „Моите, твоите и наште“ са заснети на борда на кораба;
- „Ентърпрайз“ се вижда в кадри от филма „Стар Трек IV: Пътуване към вкъщи“;
- Тук са заснети и кадри от филма с Том Круз „Топ Гън“ през 1986 година;.
- Използван е при снимките на екранизацията на романа на Том Кланси – „На лов за Червения Октомври“;

## Галерия
- „Ентърпрайз“, на заден план се вижда „Дуайт Д. Айзенхауер“.
- „Ентърпрайз“ започва да добива форма в своя док.
- Поглед към носа на „Ентърпрайз“ по време на придвижване с висока скорост.
- Хангарът на самолетоносача (1964).
- „Ентърпрайз“ по време на мисия в залива „Тонкин“ през 1966 г.
- Самолетоносачът в Тихия океан (1978).
- Самолетоносачът непосредствено след модернизацията през 1983 г.
- Самолетоносачът по време на 44-месечната си модернизация през 1990 – 94 г.